# 阿薩河
43°55′13″N 70°12′24″E / 43.9202°N 70.2066°E
阿薩河（羅馬化：Asa）是中亞的河流，流經哈薩克斯坦和吉爾吉斯斯坦，發源自江布爾州南部阿拉套山，河道全長253公里，流域面積9,210平方公里。

## 外部連結
- Асса （页面存档备份，存于）, Great Soviet Encyclopedia